# Galerie Cyprian Brenner
Galerie Cyprian Brenner (ehemals SüdWestGalerie) ist eine
Kunstgalerie in Hüttlingen-Niederalfingen mit einer Filiale in Schwäbisch Hall. Ihr Schwerpunkt liegt auf  Werken zeitgenössischer Künstler.

## Galerie
Die Galerie ging 2014 aus der 1998 gegründeten SüdWestGalerie hervor. Von 2020 bis 2024 wurde in Augsburg in den Räumlichkeiten der Künstlervereinigung Augsburg „Die Ecke“ eine weitere Filiale betrieben.
Die Galerie Cyprian Brenner nimmt regelmäßig an der internationalen Kunstmesse Art Karlsruhe teil. Neben etablierten Künstlern werden auch Werke weniger bekannter Künstler vertrieben. Zu den gehandelten Künstlern zählen u. a. die Documenta- bzw. Biennale-di-Venezia-Teilnehmer Emil Cimiotti, Jürgen Brodwolf, Georg Karl Pfahler und Werner Fohrer, sowie weitere wie Dieter Blum, Isa Dahl, Jens Hausmann, Max G. Kaminski, Bruno Kurz, Alina Grasmann, Miriam Lenk und Klaus Hack.

## Ausstellungen (Auswahl)
- 2025: Wandel mit Freude, Herbert Mehler und Sonja Edle von Hößle (Skulpturenpark der Villa Mertz, Heilbronn)[6]
- 2024: Balanceakt, Armin Göhringer (Hüttlingen-Niederalfingen)[7][8]
- 2024: Ferne Heimat, Stefan Dobritz, Helmut Helmes und Peter Witt (Augsburg)[9]
- 2024: Weathervane, Karla Marchesi (Hüttlingen-Niederalfingen)
- 2024: Nox Aurea – wenn die Nacht erwacht, Franz Baumgartner, Werner Fohrer, Christofer Kochs, Harry Meyer, Bernd Schwarting, Franziskus Wendels, Gerlinde Zantis (Augsburg)
- 2024: Romantille – Magie der Landschaft, Franz Baumgartner, Jan Gemeinhardt, Helmut Helmes, Helge Hommes, Bruno Kurz, Harry Meyer, Kathrin Rank, Felix Rehfeld, Claudia Tebben, Rudi Weiss, Peter Witt (Schwäbisch Hall)
- 2023: Brutstätte, Mirko Schallenberg (Schwäbisch Hall)
- 2023: Niemandsland, Jens Hausmann (Augsburg)
- 2023: Paradiesgärtlein, Werner Liebmann (Hüttlingen-Niederalfingen)[10]
- 2023: Easy Days, Sabine Christmann, Werner Fohrer, Helmut Goettl, Moritz Götze, Peter König, Bruno Kurz, Silvia Siemes und Rhea Standke (Augsburg)
- 2023: Lucid, Miriam Vlaming (Schwäbisch Hall)
- 2023: Verweile doch, Silvia Siemes und Franz Baumgartner (mit Kunstverein Heidenheim)
- 2023: Geschichtliche Wesen, Moritz Götze (Schwäbisch Hall)
- 2023: Don't touch, Hermann Försterling (Augsburg)
- 2023: ZwischenLeben, Stefanie Ehrenfried (mit Künstlervereinigung Augsburg „Die Ecke“)
- 2023: #Paarweise IV, Silvia Siemes und Thomas Rissler (Hüttlingen-Niederalfingen)[11]
- 2023: Under the surface, Robert Matthes (Schwäbisch Hall)
- 2022: Polis, Klaus Hack (Augsburg)
- 2022: Totentanz & Glück - Rätsel der Vergänglichkeit, Max G. Kaminski und Mirko Schallenberg (Hüttlingen-Niederalfingen)
- 2022: #Paarweise III, Sabine und Oliver Christmann (Augsburg)
- 2022: The sleep of reason, Simone Haack (Schwäbisch Hall)[12]
- 2022: In Motion, Alireza Varzandeh (Hüttlingen-Niederalfingen)[13]
- 2022: Riskante Grenzgänge, Armin Göhringer (Augsburg)
- 2022: Anthro Polis II, Klaus Hack (mit Kunstverein Heidenheim)
- 2022: Bittersweet, Mona Broschár, Judith Grassl, Miriam Lenk (Hüttlingen-Niederalfingen)[14]
- 2022: #Paarweise II, Isa Dahl und Daniel Wagenblast (Augsburg)
- 2022: #Paarweise I, Martin Bruno Schmid und Daniel Sigloch (Schwäbisch Hall)
- 2021: Winter Feuer, Bruno Kurz (Schwäbisch Hall)
- 2021: Best of I + II, Jürgen Brodwolf, Emil Cimiotti, Moritz Götze, Mirko Schallenberg (Schwäbisch Hall, Hüttlingen-Niederalfingen)[5]
- 2021: Farbresonanzen, Vera Leutloff (Schwäbisch Hall)[15]
- 2020: Spuren aus Licht und Zeit, Elke Wree (Hüttlingen-Niederalfingen)[16]
- 2018: Grand Tour, Rüdiger Giebler und Mario Götze (Schwäbisch Hall)[17]
- 2018: Endlichkeit des Lebens, Rudolf Haegele (Hüttlingen-Niederalfingen)[18]
- 2017: Captured, Roland Dörfler (Schwäbisch Hall)[19]
- 2017: Von Leichtigkeit und Schwere, Hanspeter Münch und Armin Göhringer (Schwäbisch Hall)[20]
- 2016: Bruno Kurz & Grita Götze (Schwäbisch Hall)[21]
- 2016: Rigid Moments, Robert Schad (Schwäbisch Hall)[22]
- 2015: Eleganz + Präzision, Thomas Kitzinger und Stephan Hasslinger (Schwäbisch Hall)[23]
- 2014: Lebenszyklen, Peter König (Hüttlingen-Niederalfingen)[24]

## Teilnahme an Kunstmessen
- 2025: Art Karlsruhe (Klaus Hack, Einzelausstellung „POLIS“)[25][26]
- 2023: Art Karlsruhe (u. a. Isa Dahl, Miriam Vlaming, Mirko Schallenberg, Werner Fohrer, Max G. Kaminksi, Hanspeter Münch, Bernd Schwarting)[27]
- 2022: Art Karlsruhe (Simone Haack, Bruno Kurz, Miriam Lenk, Judith Grassl, Felix Rehfeld, Christoph Traub, Alireza Varzandeh)[28]
- 2021: Affordable Art Fair Hamburg (u. a. Moritz Götze, Vera Leutloff, Marc Lüders, Silvia Siemes, Daniel Wagenblast)[29]
- 2021: Art Karlsruhe (Isa Dahl, Bruno Kurz, Felix Rehfeld und Herbert Mehler)[30]
- 2020: Art Karlsruhe (Stefanie Ehrenreich)[31][32]
- 2019: Art Karlsruhe (Emil Cimiotti, Isa Dahl, Bruno Kurz und Helge Hommes)[33][34]
- 2018: Art Karlsruhe (Emil Cimiotti, Isa Dahl, Bruno Kurz, Felix Rehfeld, Herbert Mehler)[35]
- 2017: Art Karlsruhe (u. a. Emil Cimiotti, Bruno Kurz)[36]
- 2016: Art Karlsruhe (u. a. Gerda Bier, Emil Cimiotti, Bruno Kurz)[37][38]
- 2015: Artfair (u. a. Robert Matthes)[39]
- 2015: Art Karlsruhe (u. a. Emil Cimiotti, Robert Matthes)[39]
- 2014: Art Karlsruhe (Emil Cimiotti, Isa Dahl)[40]

## Ausstellungskataloge / Veröffentlichungen
- 2018: Rudi Weiss. 1980 bis 2018. Kunstverein Eislingen. Eislingen. ISBN 978-3-929947-56-4. (Beteiligung)
- 2017: Stephan Hasslinger, Paisley. Modo-Verlag, Freiburg im Breisgau. ISBN 978-3-86833-226-1. (Beteiligung)
- 2015: Galerie Cyprian Brenner: GCB. GCB Schwäbisch Hall / GCB Südwestgalerie Niederalfingen